# Dana Krumbiegel
Dana Krumbiegel (* 22. November 1969) ist eine ehemalige deutsche Fußballspielerin.

## Karriere
Krumbiegel gehörte in der Saison 1989/90 der BSG Wismut Karl-Marx-Stadt als Stürmerin an. Anschließend spielte sie für den SV Fortuna Dresden-Rähnitz und die in Flöha im Landkreis Mittelsachsen ansässige Fußballabteilung des Turn und Kegelsportverein Flöha/Plaue.
Krumbiegel wirkte im einzigen Länderspiel der DDR-Nationalmannschaft mit, die am 9. Mai 1990 im Karl-Liebknecht-Stadion im Potsdamer Stadtteil Babelsberg gegen die Nationalmannschaft der ČSFR vor etwa 800 Zuschauern mit 0:3 verlor.